# Urinvägsinfektion
Urinvägsinfektion (UVI) är en infektion i urinvägarna som oftast orsakas av bakterier.
Blåskatarr eller cystit är infektion i de nedre urinvägarna (urinblåsa, urinrör) och vanliga symptom är sveda eller smärta vid urinering, täta trängningar och plötsliga trängningar. Njurbäckeninflammation eller pyelonefrit är infektion i de övre urinvägarna (njure, urinledare) och vanliga symptom är kombinationer av feber och rygg- eller buksmärta. Hos små barn och äldre vuxna kan symptom vara vaga eller ospecifika.
Urinvägsinfektioner är vanligare hos kvinnor än hos män. Hälften av alla kvinnor drabbas av minst en urinvägsinfektion någon gång i livet. Det är vanligt att drabbas av fler episoder efter att ha fått en första. Hos unga friska kvinnor kan diagnos ofta ställas baserat enbart på symptomen, medan det kan vara svårare att ställa diagnos på äldre patienter som ofta har mer otydliga symptom.
Den vanligaste bakterien som orsakar urinvägsinfektion är E. coli, men andra bakterier eller svampar kan orsaka UVI. I okomplicerade fall är det möjligt att behandla nedre UVI med antibiotika för snabbare symptomlindring, vilket måste vägas mot risken för biverkningar och ökad antibiotikaresistens. I mer allvarliga fall behöver slutenvård med intravenös antibiotikabehandling övervägas. Fall av övre urinvägsinfektion kan utvecklas till sepsis.

## Tecken och symptom

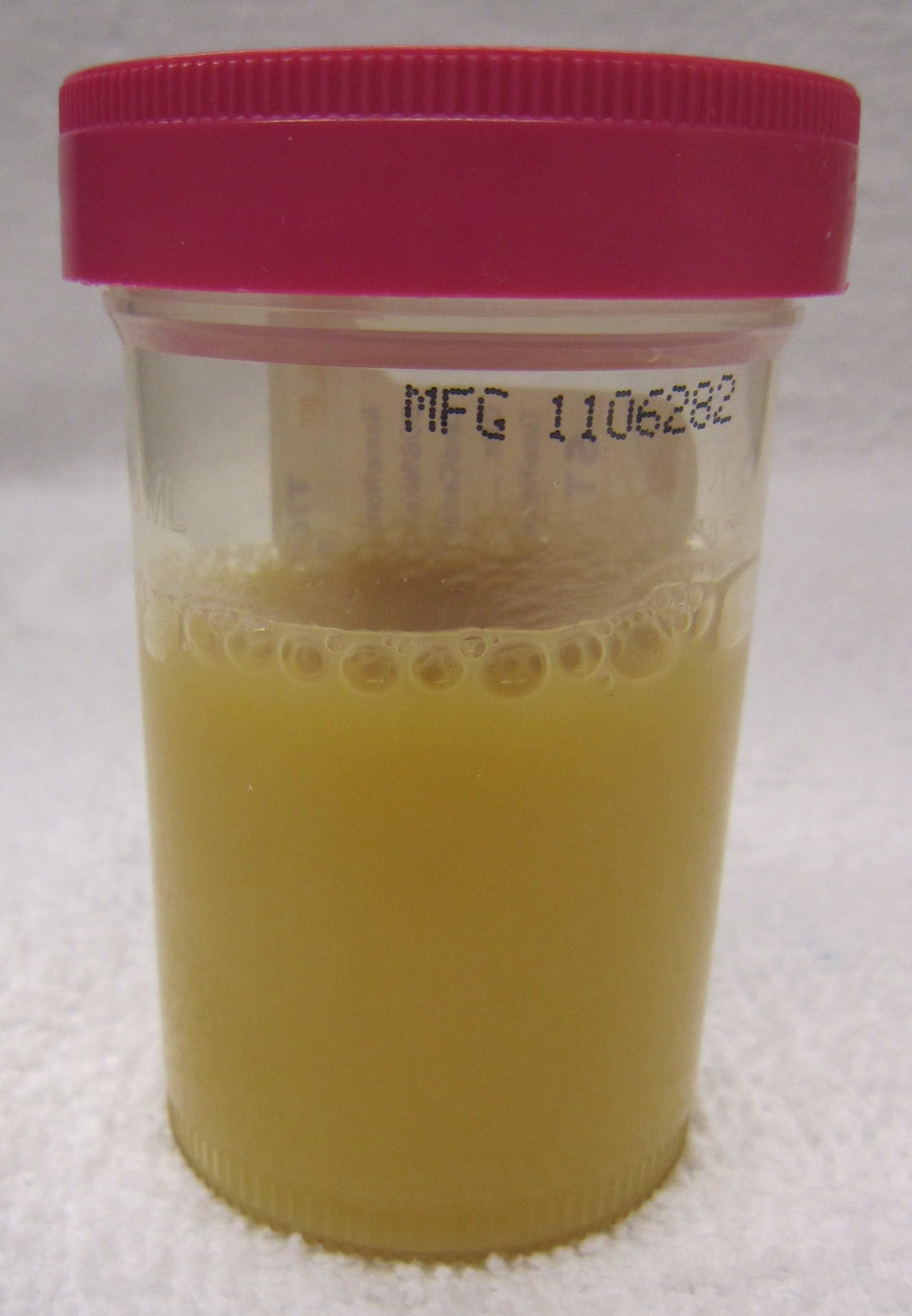
Urin kan innehålla var (ett tillstånd känt som pyuri), vilket här ses hos en person med sepsis till följd av urinvägsinfektion.

Nedre urinvägsinfektion kallas även blåskatarr eller cystit. De vanligaste symptomen är sveda vid urinering och behov av att urinera oftare (eller urinträngning) utan förekomst av flytningar. Dessa symptom kan variera från lindriga till svåra. Hos friska kvinnor varar de i genomsnitt i sex dagar. Viss smärta ovanför blygdbenet eller i ländryggen kan förekomma. Personer med en infektion i övre urinvägarna, njurbäckeninflammation (pyelonefrit), kan uppleva buksmärta, feber, illamående och kräkningar utöver klassiska cystitsymptom som dock kan saknas. Endast i sällsynta fall innehåller urinen blod eller synligt var i urinen.

### Hos barn
Hos unga barn kan feber vara det enda symptomet på urinvägsinfektion. Eftersom det saknas mer uppenbara symptom när flickor yngre än två år eller oomskurna pojkar yngre än ett år har feber, rekommenderas urinodling av många medicinska sällskap. Urinvägsinfektion hos spädbarn kan uppdagas i att de kan äta för lite, kräkas, sover mer, eller visar tecken på gulsot. Äldre barn kan få urininkontinens (oförmåga att hålla urinen).

### Hos äldre
Äldre personer har större risk för urinvägsinfektioner. Tecknen kan vara vaga med endast inkontinens, sänkt medvetandegrad eller trötthet som symptom, medan andra fall inte upptäcks innan patienten börjar uppvisa tydliga tecken till sepsis. Det kan vara svårt att ställa diagnos då många äldre har tidigare befintlig inkontinens eller demens.

## Orsak
Bakterier är den vanligaste orsaken till urinvägsinfektion: Escherichia coli förorsakar 80–85 % och Staphylococcus saprophyticus förorsakar 5–10 % av alla urinvägsinfektioner. Andra bakterier som kan ligga bakom urinvägsinfektion är Klebsiella pneumoniae, Proteus mirabilis, Enterococcus spp., Pseudomonas aeruginosa, grupp B-streptokocker och Staphylococcus aureus. Dessa är ovanliga och är i typiska fall kopplade till tidigare avvikelser i urinvägssystemet eller urinkateterisering. I sällsynta fall kan smittämnet vara svampar (Candida spp.). Urinvägsinfektioner förorsakade av Staphylococcus aureus förekommer i vanliga fall i samband med blodburna infektioner. I Sverige är urinvägsinfektioner den vanligaste anledningen till vårdrelaterade infektioner, där risken är som störst vid bärande av urinvägskateter. En kateter-relaterad UVI medför större risk för komplikationer, inklusive mer svårbehandlade infektioner, som föreslagits delvis bero på bakteriers förmåga att forma biofilm i och på katetern.

### Samlag
Hos unga sexuellt aktiva kvinnor är samlag orsaken till 75–90 % av alla blåskatarrer i och med den infektionsrisk som är förknippad med sexuellt umgänge. Även om sex är en riskfaktor för urinvägsinfektion räknas det inte som sexuellt överförbar infektion. Användning av spermiedödande medel ökar risken att få UVI oberoende av hur ofta man har sex. Hos kvinnor som genomgått menopaus (inledande stadiet av klimakteriet) påverkar sexuell aktivitet inte risken att utveckla en UVI.

### Kön
Kvinnor är mer benägna att få UVI än män, eftersom urinröret är mycket kortare och sitter närmare anus. Eftersom en kvinnas östrogennivåer minskar i och med menopausen, ökar hennes risk att drabbas av urinvägsinfektioner på grund av förlust av skyddande bakterieflora i vaginan.

### Urinkatetrar
Användning av urinkatetrar ökar risken för urinvägsinfektioner, och ändrar koloniseringsmönster. Något som visat sig i Svensk intensivvård är att systematisk användning av cefalosporin antibiotika leder till kolonisering av Enterokocker, och att dessa i ett andra steg kan skydda antibiotika-känsliga bakterier som orsakar infektion. Förebyggande användning av antibiotika har visats ineffektivt när det gäller att minska infektioner. Risken för infektion kan vid behov minskas genom enbart kateterisering genom aseptisk teknik och genom att dränaget hålls slutet och förhindras från att täppas till.

### Övrigt
Riskfaktorer för återkommande UVI är bland annat diabetes och förstorad prostata. UVI hos barn förknippas med vesikoureteral  (en onormal rörelse av urin från urinblåsan till urinledarna eller njurarna) och förstoppning. Personer med ryggmärgsskada löper ökad risk att drabbas av urinvägsinfektion både på grund av en kronisk användning av kateter och på grund av en funktionsstörning vad beträffar urinering. Urinvägskomplikation är den vanligaste orsaken till infektion i denna grupp och även den vanligaste orsaken till inläggning på sjukhus. Tranbärsjuice eller tranbärstillsats har inte visat sig vara effektivt för att förebygga eller behandla denna grupp.

## Patogenes
De bakterier som förorsakar urinvägsinfektioner tar sig vanligtvis in i blåsan via urinröret. Infektion kan emellertid även komma via blodet eller lymfan. Man tror att bakterierna vanligtvis överförs till urinröret från tarmen, vilket betyder att kvinnor löper större risk på grund av det minskade avståndet mellan anus och urinmynning. När E. coli har tagit sig in i urinblåsan kan bakterierna sätta sig på urinblåseväggen för att där bilda en biofilm som kan motstå kroppens immunförsvar. Eftersom en kvinnas östrogennivåer minskar i och med menopausen, ökar hennes risk att drabbas av urinvägsinfektioner på grund av förlust av skyddande bakterieflora i vaginan.

## Diagnos

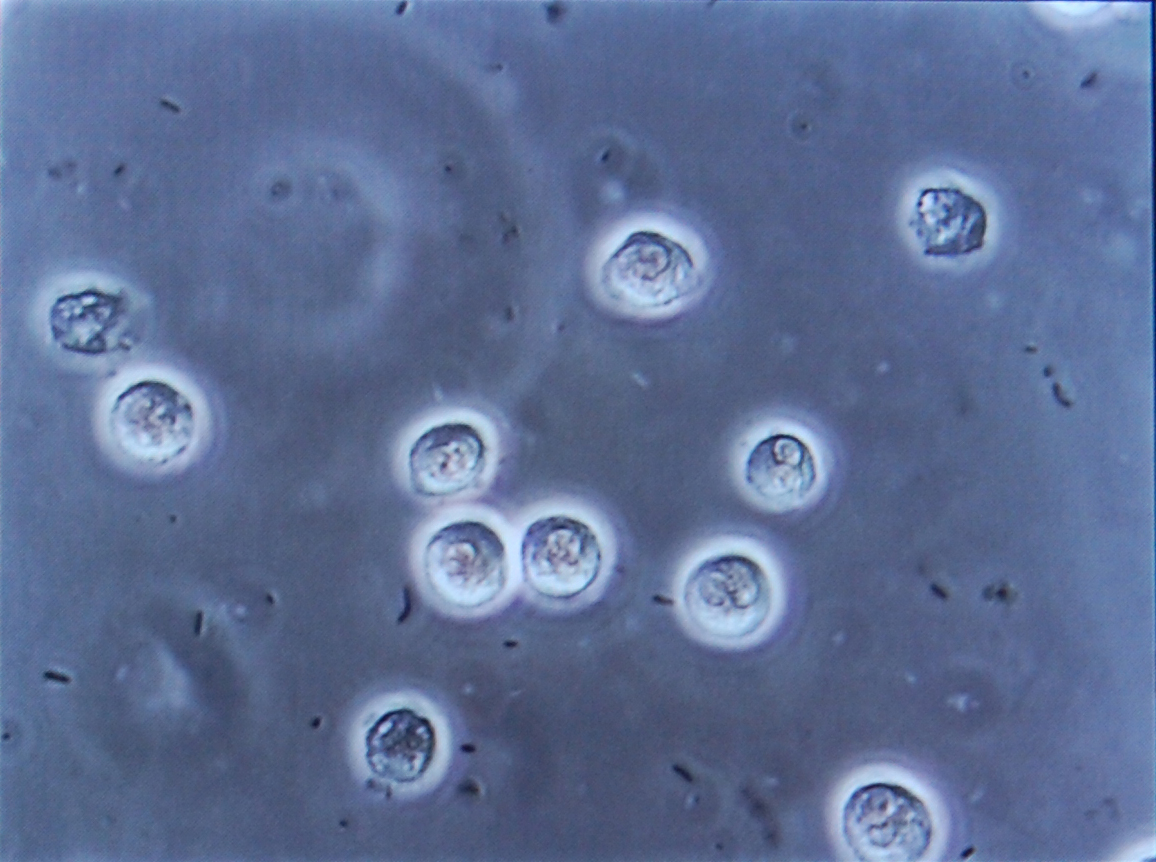
Ett flertal baciller (stavformiga bakterier, visas här som svarta och bönformiga) visas mellan vita blodkroppar i urinmikroskopi. Dessa förändringar tyder på en urinvägsinfektion.

I vanliga fall av okomplicerad UVI går det att ställa diagnos och ge behandling enbart utifrån symptom och utan ytterligare bekräftelse från provtagning. I komplicerade eller tvivelaktiga fall kan det vara till hjälp att bekräfta diagnosen med hjälp av urinprov, där man kontrollerar förekomst av nitriter och vita blodkroppar (leukocyter) eller leukocytesteras (ett enzym som finns i vita blodkroppar och vid analysen indirekt ger indikation om deras förekomst) i urinen. Vid mikroskopi av urin undersöks förekomsten av röda blodkroppar, vita blodkroppar eller bakterier. En bakterieodling av urinen kan påvisa förekomst av bakterier. Resistensbestämning för relevanta antibiotika sker rutinmässigt vid urinvägs- och blododling. Eftersom symptomen kan vara vaga och testerna för urinvägsinfektioner inte är tillförlitliga kan det vara svårt att ställa en diagnos hos äldre människor.

### Klassificering
En urinvägsinfektion som påverkar enbart de nedre urinvägarna kallas blåskatarr eller cystit. Alternativt kan den inbegripa de övre urinvägarna och kallas då njurbäckeninflammation eller pyelonefrit. Om urinen innehåller en avsevärd mängd bakterier, men inga symptom föreligger, benämns tillståndet asymptomatisk bakteriuri. Om en urinvägsinfektion påverkar de övre urinvägarna, och personen har diabetes mellitus, är gravid, är man, eller har försämrat immunförsvar, bedöms fallet vara komplicerat. I annat fall, om en kvinna är frisk och ännu inte kommit in i klimakteriet, bedöms fallet vara okomplicerat. Hos barn som har en urinvägsinfektion med feber bedöms det som en övre urinvägsinfektion.

### Hos barn
För att ställa diagnosen urinvägsinfektion hos ett barn måste man med tanke på de ofta ospecifika symptomen i regel ta ett urinprov för att styrka diagnosen. Kontamination av hudbakterier utgör ofta ett problem och är delvis beroende av insamlingsmetod. Därför anpassas också bedömningen av provets bakteriekoncentration efter vilken provtagningsmetod som använts. Användning av "urinpåsar" för provtagning avråds av Världshälsoorganisationen på grund av den höga kontaminationsfrekvensen vid odling, och kateterisering är att föredra i de fall då barnet inte själv kan gå på toaletten.

### Differentialdiagnoser
Hos kvinnor med inflammation i livmoderhalsen (cervicit) eller inflammation i vagina (slidkatarr) och hos unga män med UVI-symptom, kan infektion av Chlamydia trachomatis (klamydiainfektion) eller Neisseria gonorrhoeae (gonorré) misstänkas vara orsaken. Slidkatarr kan även bero på svampinfektion. Interstitiell cystit (kronisk smärta i blåsan) kan övervägas hos personer med flera episoder av UVI-symptom, men vars urinodlingar förblir negativa och inte förbättras med antibiotika. Inflammation i prostata (prostatit) kan också övervägas i differentialdiagnostiken.

## Förebyggande
Hos individer med återkommande urinvägsinfektioner har ökat intag av vatten visats minska risken för ytterligare urinvägsinfektion.
Obekräftade faktorer som anses kunna påverka förekomsten av UVI är bland annat användning av p-piller eller kondomer, urinering direkt efter samlag, vilken typ av underkläder som bärs, bristande personlig hygien efter urinering eller tarmtömning eller vana av att bada respektive duscha. Likaså saknas det belägg för att kvarhållning av urin, användning av tampong och sköljning skulle ge någon effekt.
Personer som ofta har urinvägsinfektioner och som använder spermicider eller pessar som preventivmedel rekommenderas att använda andra metoder för att skydda sig. Evidensen för tranbär för att förebygga urinvägsinfektioner är motstridig: viss forskning föreslår att tranbär (juice eller kapslar) kan minska förekomsten hos dem som ofta får infektioner, medan annan forskning inte visar på någon effekt, eller om effekten finns att den är begränsad. Långvarig tolerans av intag av tranbär är också ett problem, eftersom mer än 30 % får mag–tarmbesvär. År 2015 drog Cochrane slutsatsen att probiotika behöver studeras mer innan man kan fastställa om de är av nytta. Användning av kondom utan spermicider eller användning av p-piller ökar inte risken för okomplicerad urinvägsinfektion.

### Medicinering
För dem som drabbas av återkommande infektioner kan det vara effektivt med en förlängd kur av daglig antibiotika. År 2021 var vaccin mot urinvägsinfektion under utveckling.

### Hos barn
Studier visar att förebyggande antibiotikabehandling inte minskar urinvägsinfektioner hos barn.

## Behandling
Behandlingarna utgörs huvudsakligen av antibiotika. Paracetamol och NSAID kan användas för symptomlindring. För kvinnor med återkommande enklare UVI:er rekommenderas egenbehandling samt medicinsk uppföljning om det första behandlingssteget misslyckas. Det finns inte alltid behov av medicinsk behandling av blåskatarrer hos kvinnor då de flesta läker av sig självt. Vård rekommenderas sökas då besvären inte går över eller är påtagliga.

### Enklare infektioner
Enklare infektioner kan diagnostiseras och behandlas enbart utifrån symptomen hos vissa. Cirka 50 % av drabbade tillfrisknar inom några dagar eller veckor utan behandling. Orala antibiotika förkortar återhämtningstiden avsevärt och alla är lika effektiva. Med behandling brukar symptomen förbättras inom 36 timmar. Viss resistens utvecklats mot alla relevanta antibiotika beroende på att de används ofta.

### Pyelonefrit
Pyelonefrit behandlas i regel med mer potenta läkemedel än blåskatarr, antingen med hjälp av en längre kur med orala antibiotika eller intravenösa antibiotika. För dem som uppvisar allvarligare symptom kan inläggning på sjukhus för fortgående antibiotikabehandling bli aktuellt. Komplikationer, till exempel hinder i urinvägarna på grund av njursten, kan övervägas om symptomen inte förbättras efter två eller tre dagars behandling.

## Epidemiologi
Urinvägsinfektioner är den vanligaste bakteriella infektionen hos kvinnor. Kvinnor får urinvägsinfektioner fyra gånger oftare än män. Av alla kvinnor får 60 % minst en urinvägsinfektion någon gång under sitt liv och på ett år får 10 % av kvinnorna minst en infektion. Återfall är vanliga och nästan hälften av alla kvinnor får en andra infektion inom ett år. Urinvägsinfektion är vanligast hos kvinnor i åldrarna 16 till 35 år. Pyelonefriter utgör färre än en tjugondel av alla urinvägsinfektioner, men svarar för cirka 40 % av alla sjukhusförvärvade infektioner. Frekvenser av asymptomatisk bakterieruri ökar med åldern från mellan två till sju procent hos kvinnor i barnafödande ålder till så mycket som 50 % eller högre hos äldre kvinnor på vårdhem. Frekvenserna av asymptomatiska bakterier i urinen hos män som är äldre än 75 år ligger på mellan 7 och 10 %.
Urinvägsinfektioner drabbar omkring 10 % av befolkningen under barndomen. Bland barn är urinvägsinfektioner vanligast hos icke omskurna pojkar yngre än tre månader, följt av flickor yngre än ett år.

## Samhälle och kultur
I USA orsakar urinvägsinfektioner nästan sju miljoner sjukbesök, en miljon besök på akutavdelningar och 100 000 sjukhusinläggningar varje år. Kostnaden för dessa infektioner är avsevärd både vad gäller förlorad arbetstid och för medicinsk vård. I USA beräknas den direkta kostnaden för behandling till 1,6 miljarder dollar per år.

## Historik
Urinvägsinfektioner har beskrivits sedan urminnes tider med den första dokumenterade beskrivningen i Papyrus Ebers, från ca 1550 f.Kr. Det beskrevs av egyptierna som att "hetta sänds ut från blåsan". Effektiv behandling fanns inte förrän antibiotika hade utvecklats och fanns tillgängligt på 1930-talet. Innan dess rekommenderades örter, åderlåtning och vila.

## Vid graviditet
Urinvägsinfektioner kan innebära större problem under graviditet på grund av den ökade risken för pyelonefrit. Under graviditeten ökar höga nivåer av progesteron risken för lägre muskeltonus i urinledarna och blåsan, vilket leder till större sannolikhet för reflux av urin upp i urinledarna och mot njurarna. Trots att gravida kvinnor inte löper en högre risk för asymptomatisk bakteriuri, löper de en 25–40 % risk att drabbas av en njurinfektion om de har bakteriuri. Därför rekommenderas behandling om urinprov visar tecken på infektion, även om det inte föreligger några symptom. En pyelonefrit under graviditeten kan ge upphov till för tidig födsel eller preeklampsi, ett tillstånd av högt blodtryck och njurdysfunktion under graviditet, vilket i sin tur kan leda till krampanfall och död.